# Ken Schrader
Pour les articles homonymes, voir Schrader.
Statistiques en NASCAR Cup Series
Dernière mise à jour : 7 août 2013 
Ken Schrader (né le 29 mai 1955 à Fenton, Missouri) est un pilote automobile professionnel américain. 
Pendant les années 1990 et le début des années 2000, il a concouru dans plus de 100 courses de tous types, dont les championnats nationaux et régionaux de NASCAR et d'ARCA. 
Il court actuellement sur des circuits locaux en terre et en asphalte à travers le pays tout en pilotant à temps partiel en ARCA Racing Series, ainsi qu'à l'Eldora Speedway (en) en Camping World Truck Series. 
Il a été pilote en NASCAR participant à la  NASCAR Cup Series de 1983 à 2013. Il est un cousin germain du pilote NASCAR Carl Edwards. 
Il possède le circuit I-55 Raceway de Pevely et est copropriétaire, avec Kenny Wallace, Tony Stewart et Bob Sargent un promoteur local, du Macon Speedway (en) situé près de Macon dans l'Illinois.
Depuis 1987, il possède sa propre écurie, la Ken Schrader Racing (en) qui a évolué dans diverses catégories de courses (NASCAR Cup Series, NASCAR Xfinity Series, NASCAR Gander Outdoors Truck Series). Actuellement, son écurie évolue en ARCA Racing Series. Lui-même, en 2018, y pilotait la Ford no 52.